# Hudson Bay
Koordinaten: 60° 0′ 0″ N, 85° 0′ 0″ W
Die Hudson Bay (französisch Baie d'Hudson, Inuktitut Kangiqsualuk Ilua, deutsch auch Hudsonbai oder Hudson-Bucht) ist ein über 1,23 Millionen km² großes Randmeer im nordöstlichen Teil Kanadas. An der über die Hudson-Straße mit dem Atlantik verbundenen Meeresbucht haben die kanadischen Provinzen Manitoba, Ontario, Québec sowie das Territorium Nunavut Anteil. Die Hudson Bay ist nach Henry Hudson benannt, der die Bucht 1610 für die Virginia Company und die British East India Company entdeckte.

## Geologische Entstehung
2008 wurde ein rosafarbenes Stück Grundgestein an der Ostküste der Hudson Bay von Wissenschaftlern um Jonathan O’Neil von der McGill University in Montreal identifiziert. Es enthält die ältesten bekannten Gesteine der Erde, die vor 4,28 Milliarden Jahren entstanden sind, möglicherweise Überreste der ursprünglichen Erdkruste, die sich auf der Oberfläche des Planeten bildete, als dieser nach der Entstehung des Sonnensystems abkühlte.
Das Hudson-Bay-Becken war zu Beginn seiner Entstehung ein einfaches, untertassenförmiges Becken. Später entwickelte sich ein nach Nordwesten verlaufendes zentrales Hoch, wahrscheinlich als Ergebnis der Reaktivierung einer wichtigen präkambrischen Störungszone. Ursprünglich als Untiefe und später als Inselgürtel ausgebildet, teilte das zentrale Hoch das Hudson-Bay-Becken in zwei Teilbecken: ein östliches und ein westliches Teilbecken. Die allgemeine Hebung des Beckens und das eustatische Absinken des Meeresspiegels im frühen Devon führten zu einer Rückbildung des Meeres und zu Erosion. Die anschließende Transgression fand zuerst im westlichen Teilbecken statt, wahrscheinlich im Pragium, während das östliche Teilbecken aller Wahrscheinlichkeit nach nicht vor Beginn des Devon vom Meer bedeckt war. Während des Eifeliums kam es zu einer Änderung der tektonischen Verhältnisse, die zur Absenkung, zum Verschwinden des zentralen Inselgürtels und zur Vereinigung der beiden Teilbecken führte.

## Geographie

### Allgemein

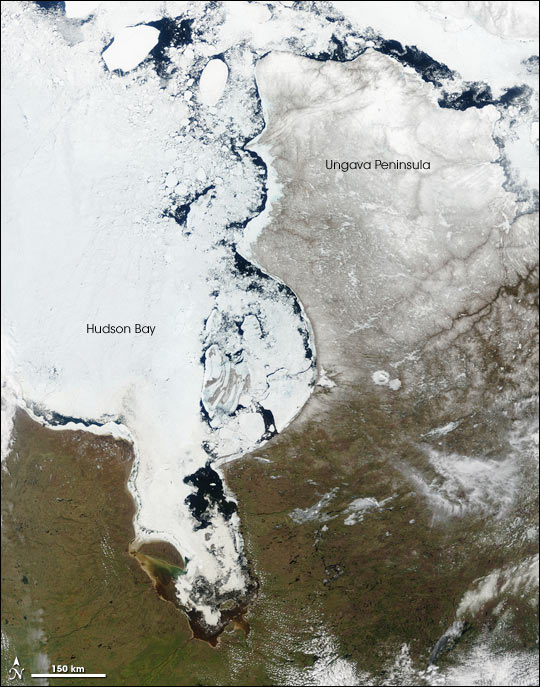
Satellitenbild im Mai 2005

Von der Einmündung an der Hudson-Straße bis ans südliche Ende der James Bay, einer zur Hudson Bay gehörenden Bucht, erreicht die Hudson Bay eine Länge von fast 1400 km, während die größte Entfernung von der Ungava-Halbinsel (Québec) bis zur gegenüberliegenden Küste von Nunavut etwas weniger als 1000 km beträgt. Während die Fläche der Hudson Bay inklusive Hudsonstraße, James Bay, Ungava-Bucht und Foxe Basin 1,23 Millionen km² beträgt, so besitzt die eigentliche Hudson Bay ohne diese genannten Teilmeere lediglich eine Fläche von 822.324 km². Das Wasservolumen beträgt 200.000 km³, die mittlere Wassertiefe etwa 130 Meter (größte Tiefe 258 Meter). In der Meeresbucht liegen zahlreiche Inseln, von denen Southampton Island am Eingang der Bucht im Norden die mit Abstand größte ist, gefolgt von Coats Island und Mansel Island, ebenfalls am Eingang der Bucht. Weiterhin zu erwähnen ist Akimiski in der James Bay. Vor der James Bay liegen ferner sehr viele kleine Inseln, die zur Inselgruppe der Belcherinseln zusammengefasst werden. Alle Inseln der Bucht gehören zu Nunavut.
Die Hudson Bay wurde früher als Bucht des Atlantischen Ozeans angesehen, ist jedoch über den Foxe-Kanal und das Foxe Basin auch mit dem Nordpolarmeer verbunden. Die Hudson Bay erhält Wasserzufuhr durch einige größere Flüsse, von denen Grande rivière de la Baleine (Québec), Churchill River und Nelson River (Manitoba) die bedeutendsten sind. Über letzteren ist die Hudson Bay mit dem Winnipegsee verbunden.
Die Hudson Bay ist für die Seeschifffahrt zwar befahrbar, jedoch nur von untergeordneter Bedeutung. Sie spielte eine wichtige Rolle bei der Erschließung des kanadischen Hinterlandes durch die Hudson’s Bay Company.

### Flüsse
- Albany River, Ontario
- Attawapiskat River, Ontario
- Rivière Broadback, Québec
- Churchill River, Manitoba
- La Grande Rivière, Québec
- Grande rivière de la Baleine (englisch Great Whale River), Québec
- Hayes River, Manitoba
- Moose River, Ontario
- Rivière Nastapoka, Québec
- Nelson River, Manitoba
- Rivière Nottaway, Québec
- Rivière Rupert, Québec
- Severn River, Ontario
- Winisk River, Ontario

### Klima
In der Hudson Bay herrscht ein Tundra- und Taigaklima. Im Winter ist die Bucht vereist, weshalb sie auch „Eiskeller Nordamerikas“ genannt wird. Allerdings taut das Eis aufgrund der globalen Erwärmung immer früher auf, was für die dort lebenden Eisbären zunehmend zur Bedrohung wird. Wichtigste Nahrung sind für sie die Robben, zu denen sie nur über die zugefrorene Hudson Bay gelangen.

## Geschichte
Auf der Suche nach der Nord-West-Passage beauftragten die beiden Handelsgesellschaften Virginia Company und British East India Company den erfahrenen englischen Seefahrer Henry Hudson. Hudson segelte im April 1610 mit dem 55-Tonnen-Schiff Discovery von London aus nach Island und segelte dann entlang der Westküste Grönlands in die Bucht und kartierte einen großen Teil der dortigen Ostküste. Dort wurde er von den Gezeiten in die heutige Hudsonstraße an der Nordspitze von Labrador getrieben. Auf ihrem Weg nach Westen erreichte die Discovery sechs Wochen später das Ende der Meerenge. Hudson erkundete die Bucht ab dem 2. August 1610. Am 11. November 1610 wurde die Discovery von Eis eingeschlossen, wobei die Crew am südlichen Ende der James Bay an Land überlebte. Als das Eis im Frühjahr auftaute, wollte Hudson den Rest der Bucht erkunden. Die Crew meuterte jedoch am 22. Juni 1611. Henry Hudson wurde zusammen mit seinem Sohn und einigen Besatzungsmitgliedern in einer Schaluppe ausgesetzt, abgetrieben und nie wieder gesehen.
Im Jahr 1612 segelte der walisische Offizier der Royal Navy Thomas Button mit zwei Schiffen, der Resolution und der Discovery, auf der Suche nach der Nordwestpassage erneut in die Hudson Bay. Zu seiner Mannschaft gehörten zwei Männer, die im Jahr zuvor an der Meuterei bei Henry Hudsons gescheiterter Nordwestpassage-Expedition beteiligt gewesen waren: Robert Bylot und Abacuck Prickett. Er kartographierte das Gebiet und entdeckte die Mündung des Nelson River sowie die Mansel-Insel.
Am 28. September 1668 erreichten der Bostoner Kapitän Zachariah Gillam und der französische Pelzhändler Médard Chouart des Groseilliers mit dem Handelsschiff Nonsuch, finanziert durch Ruprecht von der Pfalz, die Bucht und betrieben mit den Cree-Indianern erfolgreich Biberpelzhandel. Dies führte zur Gründung der Hudson’s Bay Company, welche bis heute diesen Namen trägt. Die britische Krone gewährte der Hudsonbay-Gesellschaft ein Handelsmonopol mit den Indianern im Einzugsbereich des Gewässers, das, nach dem Geldgeber der Reise, Ruperts Land genannt wurde. Frankreich bestritt die Landzuweisung und entsandte verschiedene militärische Expeditionen in die Region. Durch den Vertrag von Utrecht im April 1713 musste es seine Ansprüche jedoch aufgeben.

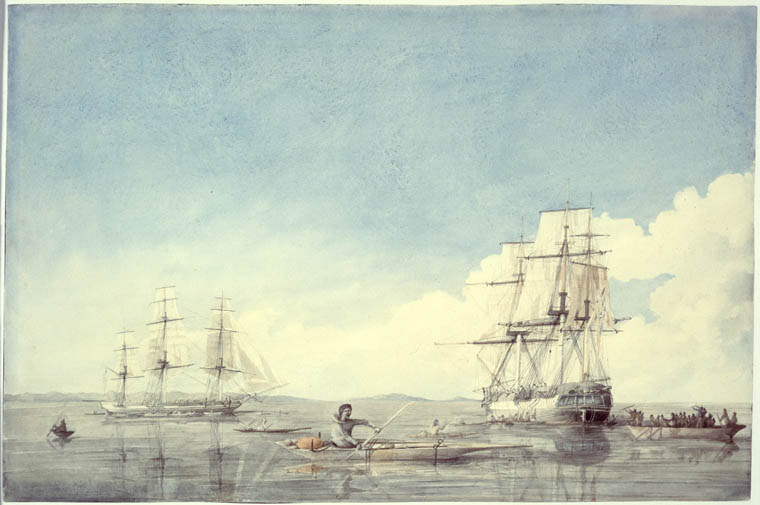
Die beiden Schiffe der Hudson’s Bay Company, die Prince of Wales und die Eddystone beim Tauschhandel mit den Inuit bei den Upper Savage Islands im heutigen Nunavut, Robert Hood 1819

In dieser Zeit baute die Gesellschaft Forts und Handelsposten an den Mündungen der wichtigsten Flüsse. Dazu gehörten Fort Severn (Ontario), York Factory (Manitoba) und Prince of Wales Fort (Manitoba). Die strategische Lage erlaubte Expeditionen in das Inland und, noch wichtiger, erleichterte den Handel mit der einheimischen Bevölkerung. Die Indianer brachten Felle zu den Posten, wo sie direkt nach Europa verschifft wurden (was einen kürzeren Weg als von Montreal darstellte). Die Hudson’s Bay Company benutzte diese Posten bis zum Beginn des 20. Jahrhunderts.
Das Land mit einer Fläche von 3,9 Mio. km² wurde 1870 Kanada überlassen und Teil der Nordwest-Territorien, als das Handelsmonopol aufgegeben war. Als Folge einer Namensänderung wird die Hudson’s Bay heute Hudson Bay genannt, was oft zu Verwechslungen mit der Gesellschaft führt.

## Bevölkerung
Die Region um die Hudson Bay ist äußerst dünn besiedelt. Sie wird von den Inuit und den Cree dominiert, die in der Hauptsache von der Jagd und vom Fischfang leben.
Zu den Siedlungen an der Hudson Bay zählen:

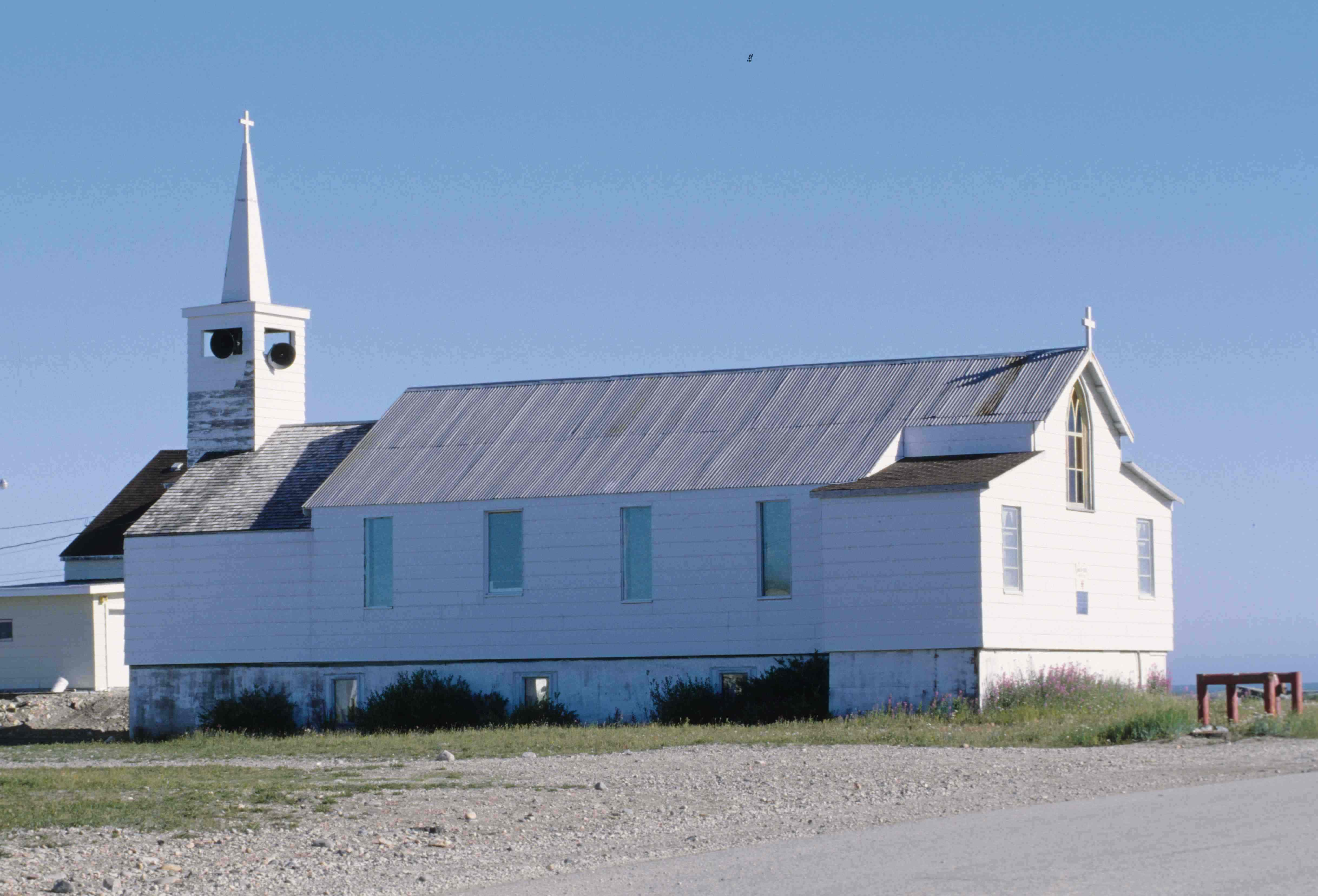
Anglikanische Kirche in Churchill

| - Akulivik, Québec - Arviat, Nunavut - Attawapiskat, Ontario - Chesterfield Inlet, Nunavut - Chisasibi, Québec - Churchill, Manitoba - Coral Harbour, Southampton-Insel, Nunavut - Eastmain, Québec - Fort Albany, Ontario - Fort Severn, Ontario - Inukjuak, Québec - Kuujjuarapik, Québec | - Moosonee, Ontario - Peawanuck, Ontario - Puvirnituq, Québec - Rankin Inlet, Nunavut - Naujaat, Nunavut - Salluit, Québec - Sanikiluaq, Belcherinseln, Nunavut - Umiujaq, Québec - Waskaganish, Québec - Wemindji, Québec - Whale Cove, Nunavut - Whapmagoostui, Québec |

## Schutzgebiete
Im Gebiet der riesigen Bucht befinden sich mehrere Schutzgebiete. Dabei dient der Polar Bear Provincial Park mit einer Fläche von rund 23.552 km² als größter und nördlichster Park Ontarios dem Schutz der dortigen Eisbärenpopulation. Bereits in Manitoba liegt der hierin noch bedeutendere Wapusk-Nationalpark mit rund 11.500 km². Nordwestlich der Bucht liegt der Ukkusiksalik-Nationalpark mit 20.000 km² Fläche.